# Нариз (фудбалер)
Алваро Лопез Кансадо, надимак „Нариз“ (што значи „Нос“) (Убераба, 8. фебруар 1912 – 19. септембар 1984), био је бразилски фудбалер који је играо као одбрамбени играч за бразилску фудбалску репрезентацију на Светском првенству у фудбалу 1938. године. Учествовао је само у једној утакмици на том првенству, против Чехословачке. У то време, његов клуб је био Ботафого.
У последњим годинама у каријери, играо је за Флуминенсе и Ботафого док је студирао медицину у Рио де Жанеиру, а пензионисао се 1941. године. Након одласка из фудбала, фокусирао се на каријеру у ортопедији и допринео је оснивању првог Медицинског факултета у свом родном граду, Убераби, 1954. године, где је касније радио као члан факултета.
Нариз је извршио самоубиство 19. септембра 1984. године, у 72. години живота. Иза њега су остала два сина, који су обојица наставили каријеру у медицини.